# Светско првенство у фудбалу 1982.
Светско првенство у фудбалу 1982. је било 12. светско фудбалско првенство које се одржало у Шпанији од 13. јуна до 11. јула 1982. године.  Први пут је првенство одржано на Пиринејском полуострву.
Титулу је освојила Италија победивши репрезентацију Западне Немачке са 3:1. Репрезентација Пољске је освојила треће, а репрезентација Француске четврто место. Дебитанти на Светским првенствима су биле репрезентације Алжира, Камеруна, Хондураса, Кувајта и Новог Зеланда.
На овом турниру је први пут било извођење пенала на Светским првенствима. У првом колу 3. групе, Мађарска је поразила Ел Салвадор са 10:1, што је изједначена највећа победа која је икада забележена у завршници Светског првенства (Мађарска победила Јужну Кореју 9:0 1954, и Југославија победила Заир 9:0 1974).
Најбољим играчем првенства проглашен је Италијан Паоло Роси, који је уједно био и најбољи стрелац са 6 постигнутих голова.

### Репрезентације које су се квалификовале
На Светском првенству 1982. су укупно учествовале 24 земље.